# حكومة ناظم القدسي الثالثة
الحكومة السورية التي تشكلت في 23 مارس 1951، هي الحكومة الخامسة والأربعين في تاريخ سوريا الحديث، والثلاثين في عهد الجمهورية السورية الأولى، والرابعة في ولاية هاشم الأتاسي الثانية، والثالثة التي شكلها ناظم القدسي. كانت ومنذ عهد الحكومة السابقة الخلافات مع قادة الجيش لا سيّما أديب الشيشكلي وفوزي السلو قد وصلت إلى درجة عالية من التأزم. حزب الشعب أدلى ببيان «أن الأزمة باتت أزمة دستورية، أكثر من كونها سياسية». الاجتماع الأول لهذه الحكومة، كان اجتماعها الأخير. ففي اليوم التالي، استقال القدسي، بعد لقاءه مع الشيشكلي وسلو، ولم يمض على تشكيل الحكومة الثالثة 24 ساعة. لتكون بذلك أقصر حكومة في تاريخ سوريا الحديث.

## تشكيلة الحكومة
| الوزير          | الوزارة                     |
| --------------- | --------------------------- |
| ناظم القدسي     | رئيس الوزراء، وزير الخارجية |
| شاكر الأص       | وزير المالية                |
| فرحان جندلي     | وزير الصحة، وزير التعليم    |
| زكي الخطيب      | وزير العدل                  |
| معروف الدواليبي | وزير الاقتصاد الوطني        |
| فوزي السلو      | وزير الدفاع                 |
| رزق الله أنطاكي | وزير الأشغال العامة         |
| علي بوظو        | وزير الزراعة                |
| فيضي الأتاسي    | وزير الداخلية               |

| الترتيب | المنصب               | الصورة | شاغل المنصب   | الحزب | الحزب | في المنصب من  | في المنصب حتى | ملاحظات |
| ------- | -------------------- | ------ | ------------- | ----- | ----- | ------------- | ------------- | ------- |
| –       | رئيس الوزراء         |        | خالد العظم    |       |       | 4 حزيران 1950 | 27 آذار 1951  |         |
|         | الخارجية             |        | خالد العظم    |       |       |               |               |         |
|         | العدلية              |        | زكي الخطيب    |       |       |               |               |         |
|         | المعارف              |        | هاني السباعي  |       |       |               |               |         |
|         | المالية              |        | شاكر العاص    |       |       |               |               |         |
|         | الأشغال العامة       |        | أحمد قنبر     |       |       |               |               |         |
|         | الصحة والإسعاف العام |        | جورج شلهوب    |       |       |               |               |         |
|         | الاقتصاد الوطني      |        | فرحان الجندلي |       |       |               |               |         |
|         | الدفاع الوطني        |        | فوزي سلو      |       |       |               |               |         |
|         | الزراعة              |        | علي بوظو      |       |       |               |               |         |
|         | الداخلية             |        | رشاد برمدا    |       |       |               |               |         |
|         | وزير دولة            |        | حسن الحكيم    |       |       |               |               |         |

## الملاحظات
1. ↑  فراغ الحقل لا يعني بالضرورة أن شاغل المنصب مستقل سياسياً أو غير حزبي، ولكن بسبب عدم توفر المعلومات أو المصادر.